# Eef Overgaauw
Eef Overgaauw, auch Everardus Adrianus Overgaauw oder E. A. Overgaauw, (* 29. August 1957 in Leidschendam) ist ein niederländischer Kodikologe, Paläograf und Historiker. Overgaauw ist seit dem Jahre 2000 Leiter der Handschriftenabteilung der Staatsbibliothek zu Berlin und seit 2004 Professor an der Freien Universität Berlin.

## Leben
Overgaauw studierte ab 1976 Philologie, Paläografie und Mittelalterliche Geschichte an der Universität Leiden. Von 1979 bis 1980 konnte er seine Studien in Frankreich an der École pratique des hautes études sowie der École nationale des chartes fortsetzen. 1982 beendete er sein Studium an der Leidener Universität mit dem Magister Artium. Ab 1983 war er Doktorand an der Universität Leiden im Fach Paläografie bei Johan Peter Gumbert. Er wurde dort 1990 mit der Dissertation Martyrologes manuscrits des anciens diocèses d’Utrecht et de Liège. Étude sur le développement et la diffusion du Martyrologe d’Usuard promoviert. Die Arbeit erschien 1993 als 30. Band der Reihe Middeleeuwse studies en bronnen im Hilversumer Verlag Verloren.
Noch 1990 wurde Overgaauw Wissenschaftlicher Mitarbeiter an der Universitäts- und Landesbibliothek Münster, später am Landeshauptarchiv Koblenz und an der Universitäts- und Landesbibliothek Düsseldorf. In allen Einrichtungen war er für die Katalogisierung der mittelalterlichen Handschriften zuständig. Im Jahre 2000 übernahm er die Leitung der Handschriftenabteilung der Staatsbibliothek in Berlin. 2004 wurde er Honorarprofessor für Paläografie und Kodikologie des Mittelalters am Institut für Deutsche und Niederländische Philologie der Freien Universität Berlin. Er übernimmt aber auch Lehraufträge am Institut für Bibliotheks- und Informationswissenschaft an der Berliner Humboldt-Universität.
Eef Overgaauw ist Autor, Bearbeiter und Herausgeber zahlreicher Fachveröffentlichungen und war lange Zeit als Rezensent für die historische Zeitschrift Le Moyen Âge tätig. Seine Forschungsschwerpunkte sind die Geschichte der Schrift und der handschriftlichen Überlieferung im Mittelalter und in der Frühen Neuzeit sowie Autographen des Mittelalters. Er ist Vizepräsident des Comité international de paléographie latine.

## Veröffentlichungen (Auswahl)

### Autor und Bearbeiter
- Martyrologes manuscrits des anciens diocèses d’Utrecht et de Liège. Étude sur le développement et la diffusion du Martyrologe d’Usuard. (Dissertationsschrift), Verloren, Hilversum 1993, ISBN 90-6550-013-8.
- Die mittelalterlichen Handschriften der Universitäts- und Landesbibliothek Münster. Harrassowitz, Wiesbaden 1996, ISBN 978-3-447-03818-8.
- Die nichtarchivischen Handschriften der Signaturengruppe Best. 701 Nr. 191–992. 2. Band der Reihe: Mittelalterliche Handschriften im Landeshauptarchiv Koblenz. Landeshauptarchiv, Koblenz 2002, ISBN 978-3-931014-56-8.
- Die mittelalterlichen Handschriften der Signaturengruppe B in der Universitäts- und Landesbibliothek Düsseldorf. Teil 1: B 1 bis B 100. 1. Band der Reihe: Kataloge der Handschriftenabteilung / Universitäts- und Landesbibliothek Düsseldorf. als Mitautor, Harrassowitz, Wiesbaden 2005, ISBN 978-3-447-05072-2.

### Herausgeber
- Aderlass und Seelentrost. Die Überlieferung deutscher Texte im Spiegel Berliner Handschriften und Inkunabeln. Zabern, Mainz 2003, ISBN 978-3-8053-3154-8.
- mit Frank-Joachim Stewing: Die Zeitzer Ostertafel aus dem Jahre 447. Imhof, Petersberg 2005, ISBN 978-3-86568-078-5.
- mit Christiane Caemmerer: Flugblätter von der frühen Neuzeit bis zur Gegenwart als kulturhistorische Quellen und bibliothekarische Sondermaterialien. Lang, Berlin 2010, ISBN 978-3-631-56122-5.
- mit Frank Althoff: Homme de lettres Federic. Der König am Schreibtisch. Staatsbibliothek, Berlin 2012, ISBN 978-3-923579-18-1.
- mit Anna Mańko-Matysiak, Tobias Weger: Das deutsche Kulturerbe in Schlesien. Fragen und Perspektiven. Oldenbourg, München 2013, ISBN 978-3-486-75425-4.
- mit Martin Schubert: Change in Medieval and Renaissance scripts and manuscripts. Proceedings of the 19th Colloquium of the Comité international de paléographie latine. Brepols, Turnhout 2019, ISBN 978-2-503-57875-0.
- mit Tilman Schladebach: Zisterzienser auf Papier und Pergament. Handschriften aus dem Zisterzienserkloster Neuzelle in der Staatsbibliothek zu Berlin. Verlag für Berlin-Brandenburg, Berlin 2020, ISBN 978-3-947215-78-2.